# 許森 (明朝)
許森（14世紀—15世紀），字茂嚴，南直隸寧國府宣城縣人，明朝政治人物。

## 生平
許森是永樂元年（1403年）的舉人，二年（1404年）聯捷進士，獲授南充知縣，當地多豪民魚肉百姓，他到任後約法三章，而不與豪民交惡，不久對方自行收斂，說：「知縣如此寬大，我們怎會胡作非為？」縣民苦於為朝廷供應木材，他革除當中不該應命者，一時間習俗轉變、善政齊備，很快因曾責備知府被對方怨恨，暗中誣陷他而遭朝廷貶謫，離任時行李蕭然沒有怨怒，到達戍所荒蕪不堪，就寫下《貧富歌》寄託志向，未幾他得證實清白擢為山東道御史，他卻作詩辭官回鄉。

## 引用
1. 1 2  光緒《宣城縣志·卷十五·人物》：許森，字茂嚴，登永樂甲申進士，授四川南充縣，南充故多豪民魚肉百姓，森下車約之以法。而不與豪仇。久之豪自戢。曰：「我侯寬此一方，民吾何以罔上為？」先是民苦於皇木解，森革其例之不當應命者，一時俗易風移、善政畢舉，尋以責尉故為尉所銜，潛譖森於當道謫為民，囊橐蕭然無慍色，至謫所荒僻不堪，乃作《貧富歌》以見志，未幾事白擢山東御史，森乃閉門作辭官詩拂衣歸。
2. ↑  光緒《宣城縣志·卷十三·選舉》：進士……明……永樂甲申曾棨榜 許森 見宦業傳。元年癸未登極補鄉試，改於甲申會試……舉鄉 明……永樂癸未……許森 府學，見甲申進士